# 德国政党列表
德國政黨列表列舉了德國的政黨。德意志聯邦共和國實行多元多黨制。目前，德國國內黨員人數及議院席數最多的政黨為德國社會民主黨（以下簡稱社民黨）；緊接其後的為德國基督教民主聯盟（以下簡稱基民盟）和聯盟90/綠黨（以下簡稱綠黨）。 除此之外，德國還有許多其他政黨。在德國近代史上比較重要的政黨有自由民主黨（以下簡稱自民黨）、巴伐利亚基督教社会联盟（以下簡稱基社盟）、左翼黨，以及於2013年成立的德國另類選擇（以下簡稱選擇黨）和2024年成立的理性和公正。
德國聯邦政府通常由一個主要政黨和一個次要政黨組成的聯盟，例如：基民盟 / 基社盟（以下簡稱聯盟黨）與自民黨聯盟；或社民黨與自民黨聯盟；亦或者是曾在1998年至2005年聯合執政的社民黨與綠黨聯盟。1966年至1969年、2005年至2009年、2013年至2021年這三個時期由於是兩個主要政黨聯合執政，因此也被稱為“大聯合政府”。
聯邦議院與州立法機關的聯盟通常用政黨的代表顏色來描述。例如：社民黨的代表色為紅色、綠黨的代表色為綠色、自民黨的代表色為黃色、左翼黨為紫色（官方代表色為紅色）、選擇黨為淺藍色、基民盟為黑色、基社盟為藍色、理性和公正為淡紫色（官方代表色為紫色）。

## 現存政黨

### 德國聯邦議院或歐洲議會有代表席次的政黨
| 政黨名稱                                                                                       | 政黨名稱  | 政黨名稱                                                 | 政黨領導人                             | 意識形態                               | 政治坐標       | 聯邦議院代表數 | 歐洲議會代表數 | 所屬歐洲議會黨團             |           |
| 聯盟黨[A]                                                                                      | 聯盟黨[A] | 聯盟黨[A]                                                | 聯盟黨[A]                              | 聯盟黨[A]                              | 聯盟黨[A]      | 聯盟黨[A]      | 聯盟黨[A]      | 聯盟黨[A]                    | 聯盟黨[A] |
| ---------------------------------------------------------------------------------------------- | --------- | -------------------------------------------------------- | -------------------------------------- | -------------------------------------- | -------------- | -------------- | -------------- | ---------------------------- | --------- |
|                                                                                                |           | 德國基督教民主聯盟（基民盟）                             | 弗雷德里希·梅爾茨                      | 基督教民主主義 自由保守主義 親歐洲主義 | 中間偏右       | 164 / 630      | 23 / 96        | 歐洲人民黨黨團               |           |
|                                                                                                |           | 巴伐利亚基督教社会联盟（基社盟）                         | 馬庫斯·澤德                            | 基督教民主主義 保守主義                | 中間偏右       | 44 / 630       | 6 / 96         | 歐洲人民黨黨團               |           |
|                                                                                                |           |                                                          |                                        |                                        |                |                |                |                              |           |
|                                                                                                |           | 德國另類選擇黨（選擇黨）                                 | 蒂诺·克鲁帕拉 爱丽丝·魏德尔            | 德國民族主義 右翼民粹主義              | 極右翼         | 152 / 630      | 15 / 96        | 主权国家欧洲党团             |           |
|                                                                                                |           | 德国社会民主党（社民黨）                                 | 薩斯基婭·埃斯肯 拉爾斯·克林拜耳        | 社會民主主義 親歐洲主義                | 中間偏左       | 120 / 630      | 14 / 96        | 社會主義者和民主人士進步聯盟 |           |
|                                                                                                |           | 联盟90/绿党（綠黨）                                      | 费利克斯·巴纳萨克 弗兰齐斯卡·布兰特纳  | 綠色政治 親歐洲主義                    | 中間至中間偏左 | 85 / 630       | 12 / 96        | 綠黨/歐洲自由聯盟            |           |
|                                                                                                |           | 左翼黨                                                   | 伊内斯·施韦尔特纳 扬·范阿肯            | 民主社會主義 左翼民粹主義              | 左翼           | 64 / 630       | 3 / 96         | 歐洲聯合左翼/北歐綠色左翼    |           |
|                                                                                                |           | 南石勒苏益格选民协会                                     | 克里斯蒂安·迪绍尔                      | 地區主義 少數民族主義 社會自由主義     | 中間           | 1 / 630        | 0 / 96         | 綠黨/歐洲自由聯盟            |           |
|                                                                                                |           | 理性和公正                                               | 莎拉·瓦根克內希特 阿米拉·穆罕默德·阿里 | 社会主义 左翼保守主义                  | 左翼至极左翼   | 0 / 630        | 6 / 96         | 无所属                       |           |
|                                                                                                |           | 自由民主黨（自民黨）                                     | 克里斯蒂安·林德納                      | 自由主義 古典自由主義                  | 中間偏右       | 0 / 630        | 5 / 96         | 復興歐洲                     |           |
|                                                                                                |           | 自由選民                                                 | 胡贝特·艾旺格                          | 保守主義 地區主義                      | 中間偏右       | 0 / 630        | 3 / 96         | 復興歐洲                     |           |
|                                                                                                |           | Volt德国                                                 | 达米安·伯泽拉格尔                      | 歐洲聯邦主義                           | 中間至中間偏左 | 0 / 630        | 3 / 96         | 綠黨/歐洲自由聯盟            |           |
|                                                                                                |           | 争取劳动、法治、動物保護、精英促进和基層民主倡議黨（黨） | 马丁·松内博恩                          | 政治諷刺 動物福利                      | 中間           | 0 / 630        | 2 / 96         | 綠黨/歐洲自由聯盟            |           |
|                                                                                                |           | 生態民主黨                                               | 夏洛特·施密德                          | 綠色保守主義                           | 中間偏左       | 0 / 630        | 1 / 96         | 綠黨/歐洲自由聯盟            |           |
|                                                                                                |           | 德國家庭黨                                               | 赫尔穆特·戈伊金                        | 社會保守主義 基督教民主主義            | 中間偏右至右翼 | 0 / 630        | 1 / 96         | 歐洲保守派和改革主義者       |           |
| A 參與聯邦議院選舉時，基民盟與基社盟會以聯盟黨名義共同參選；並且，基社盟僅限活動於巴伐利亞州。 |           |                                                          |                                        |                                        |                |                |                |                              |           |

### 德國各州州議會有代表席次的政黨
| 政黨名稱 | 政黨名稱 | 政黨名稱                      | 政黨領導人 | 意識形態     | 當選州議會（席位數） | 政治坐標 |
| -------- | -------- | ----------------------------- | ---------- | ------------ | -------------------- | -------- |
|          |          | 憤怒公民                      | 扬·蒂姆克  | 右翼民粹主義 | 不來梅州（1）        | 右翼     |
|          |          | 勃蘭登堡聯合公民運動/自由選民 | 彼得·维达  | 地區主義     | 勃蘭登堡州（3）      | 右翼     |

## 歷史政黨

### 第一次世界大戰前存在的政黨
| 政黨名稱 | 政黨名稱           | 意識形態                                                     |
| -------- | ------------------ | ------------------------------------------------------------ |
|          | 巴伐利亞農民聯盟   | 農業主義                                                     |
|          | 基督教社會黨       | 古典保守主義 基督教民主主義 反猶太主義                       |
|          | 民主聯盟           | 自由主義 法國世俗主義                                        |
|          | 自由保守黨         | 民族保守主義                                                 |
|          | 自由思想人民黨     | 自由主義 進步主義 議會至上主義 世俗主義                      |
|          | 自由思想聯盟       | 民族自由主義                                                 |
|          | 全德工人聯合會     | 社會民主主義 民主社會主義                                    |
|          | 德國保守黨         | 保守主義 經濟自由主義 反天主教主義                           |
|          | 德意志祖國黨       | 德國民族主義 君主專制主義 軍國主義 民族共同主義              |
|          | 德意志－漢諾威黨   | 保守主義 聯邦主義                                            |
|          | 德國人民黨         | 社會自由主義 聯邦主義 法國世俗主義 議會至上主義              |
|          | 德國進步黨         | 自由主義 聯邦主義                                            |
|          | 德國自由思想黨     | 自由主義 進步主義 議會至上主義 法國世俗主義                  |
|          | 德國獨立社會民主黨 | 社會民主主義 中間派馬克思主義 和平主義                       |
|          | 自由聯盟           | 自由主義 議會至上主義 古典自由主義 經濟自由主義 保守自由主義 |
|          | 民族自由黨         | 民族自由主義 古典自由主義                                    |
|          | 民族－社會聯合會   | 基督教社會主義 社會自由主義 民族主義                         |
|          | 進步人民黨         | 社會自由主義 議會至上主義 法國世俗主義                       |
|          | 德意志社會民主工黨 | 社會民主主義 革命社會主義 馬克思主義                         |

### 魏瑪共和國時期
- 巴伐利亞人民黨
- 德國中央黨
- 基督教社會人民服務黨（英语：Christian Social People's Service）
- 德國共產黨
- 德國共產黨（反對派）（英语：Communist Party of Germany (Opposition)）
- 保守人民黨（英语：Conservative People's Party (Germany)）
- 德國民主黨
- 德國國家人民黨
- 德國人民黨
- 德國大眾自由黨（英语：German Völkisch Freedom Party）
- 德國國家黨（英语：German State Party）
- 德國工人黨
- 德國獨立社會民主黨
- 國家社會主義德國工人黨（納粹黨）
- 德國社會主義工人黨

### 前西德時期已停止活动的政黨
- 德國人聯盟（英语：Bund der Deutschen）
- 德國黨（英语：German Party (1961)）
- 德意志右翼黨（英语：Deutsche Rechtspartei）
- 德意志帝國黨（英语：Deutsche Reichspartei）
- 全德集團/被驅逐與被剝奪權利者聯盟（英语：All-German Bloc/League of Expellees and Deprived of Rights）
- 全德人民黨（英语：All-German People's Party）
- 德国共产党—红色黎明
- 德國和平聯盟

#### 被憲法法院取締的政黨
- 社會主義帝國黨：1952年取締
- 德國共產黨：1956年取締

### 前東德時期的政黨

#### 專政時期（1949年－1989年）
- 德國統一社會黨（主導黨）
- 德國基督教民主聯盟（衛星黨）
- 德國自由民主黨（衛星黨）
- 德國民主農民黨（衛星黨）
- 德國國家民主黨（衛星黨）

#### 過渡時期（1989年－1990年）
- 聯盟90（英语：Alliance 90）
  - 現在民主（英语：Democracy Now (East Germany)）
  - 和平與人權倡議（英语：Initiative for Peace and Human Rights）
  - 新論壇
- 德國聯盟（英语：Alliance for Germany）
  - 德國基督教民主聯盟
  - 民主開端（英语：Democratic Beginning）
  - 德國社會同盟（英语：German Social Union (East Germany)）
- 自由民主聯合會（英语：Association of Free Democrats）
  - 德國自由民主黨
  - 自由民主黨
  - 德國論壇黨（英语：German Forum Party）
- 德國民主農民黨
- 綠黨（英语：East German Green Party）
- 德國國家民主黨
- 德意志民主共和國社會民主黨（英语：Social Democratic Party in the GDR）
- 德國統一社會黨－民主社會主義黨
- 聯合左翼（英语：United Left (East Germany)）

### 1989年後成立的政黨
- 灰人－灰豹（英语：The Grays – Gray Panthers）
- 法治攻勢黨（英语：Party for a Rule of Law Offensive）
- 國家黨（英语：Statt Party）
- 自由－爭取更多自由和民主的公民權力黨（英语：German Freedom Party）
- 爭取梅克倫堡－前波美拉尼亞州公民（英语：Citizens for Mecklenburg-Vorpommern）
- 親德國公民運動（英语：Pro Germany Citizens' Movement）

## 外部連接
- 德國政黨 （页面存档备份，存于）（自1949年以來）（英文）